# Oued Rmel
Oued Rmel est une localité marocaine située dans la région Tanger-Tétouan-Al Hoceima. Elle est connue pour abriter Tanger Med, le plus grand port d'Afrique.
La localité dépend de la commune d'Anjra, chef-lieu de la province de Fahs-Anjra.
Un barrage a été construit sur l'oued Rmel, petit fleuve côtier qui donne son nom à la localité et qui débouche dans la mer au cœur de Tanger Med. La construction a commencé en 2006 et le barrage a été inauguré en mai 2008. L'un des objectifs est de fournir l'alimentation en eau du complexe portuaire et de son environnement. La retenue a une superficie de 123 hectares et une capacité de 23 millions de m3. Un effort est fait pour ouvrir la zone du barrage au tourisme (développement de la pêche ; aménagement d'un sentier de randonnée autour de la retenue).